# Ајда Лупино
Ајда Лупино (енгл. Ida Lupino) је била енглеска глумица, рођена 4. фебруара 1918. године у Камбервелу, Лондон, а преминула 3. августа 1995. године у Лос Анђелесу.

## Филмографија
| Улоге Ајда Лупино |                         |               |              |          |
| Година            | Српски назив            | Изворни назив | Улога        | Напомена |
| 1939.             | Авантуре Шерлока Холмса |               | Ен Брендон   |          |
| 1940.             | Они возе ноћу           |               | Лана Карлсен |          |
| 1941.             | Висока Сијера           |               | Мари Гарсон  |          |